# Hemelveerdegem
Hemelveerdegem is een dorp in de Belgische provincie Oost-Vlaanderen en een deelgemeente van Lierde, het was een zelfstandige gemeente tot aan de gemeentelijke herindeling van 1977. Hemelveerdegem ligt in de Vlaamse Ardennen. Lokaal spreekt men ook van Sint-Jans-Hemelveerdegem of Sint-Jans, naar de patroonheilige van de parochie.

## Geschiedenis
De oudste vermelding van Hemelveerdegem dateert waarschijnlijk uit 963, toen het dorp als Ermfredeghe bekendstond. De naam is afgeleid van "Ermenfrid", het suffix "inga" en "heem", dus de woonplaats van de clan van Ermenfrid. Vermeldingen van de kerk gaan al terug tot de 11de eeuw. De altaarrechten van de kerk werden in 1108 aan de benedictijnenabdij van Geraardsbergen geschonken door de bisschop van Kamerijk.
In de 13de eeuw werd de familie Van Hemelveerdegem, waaraan de heerlijkheid waarschijnlijk toebehoorde, vermeld. In de late middeleeuwen was het gebied van de familie Van Massemen. In de volgende eeuwen behoorde het dorp soms tot het Land van Boelare en soms tot het Land van Aalst.

## Bezienswaardigheden
- De Sint-Jan-Baptistkerk is beschermd als monument en heeft een befaamd retabel (erkend als Vlaams Topstuk) gemaakt omstreeks 1520[1].
- De dorpskom is beschermd als dorpsgezicht sinds 1981.
- Den dikken van Sesjans - Beeldhouwwerk van Jan Desmarets.

## Natuur en landschap
Hemelveerdegem ligt aan de noodrand van de Vlaamse Ardennen. De hoogte bedraagt 48-60 meter. De bodem is zandlemig. Ten zuiden van Hemelveerdegem stroomt de Larebeek in oostelijke richting om uiteindelijk in de Dender uit te komen. Oostelijk vindt men daar ook het natuurgebied Moenebroek.

## Demografische ontwikkeling
- Bronnen:NIS, Opm:1831 tot en met 1970=volkstellingen; 1976 = inwoneraantal op 31 december

## Burgemeesters
- 1796?-1807: Judocus (Josse) d'Herde[2][3][4]
- 1807-1851: Pieter-Jahannes (Pierre-Jean) Spitaels[5]
- 1852-1857: Jan Baptist Moreels[6][7]
- 1859-1890: Karel Lodewijk Matthys[8][9]
- 1894?-1896: P. De Mey[10][11]
- 1897-1926: Jean-Baptiste Keppens[12][13]
- 1927-1938: Achiel Jean Baptist Keppens
- 1939-1942: René Donatus  Morreels[14]
- 1942-1944: André Bogaert
- 1944-1964: René Donatus Morreels
- 1965-1976: Gilbert Morreels[15][16]
- 1977-nu: Geen Burgemeesters meer (Hemelveerdegem werd deelgemeente)

## Toerisme
Door Hemelveerdegem loopt onder meer de fietsroute Denderende steden.

## Afbeeldingen

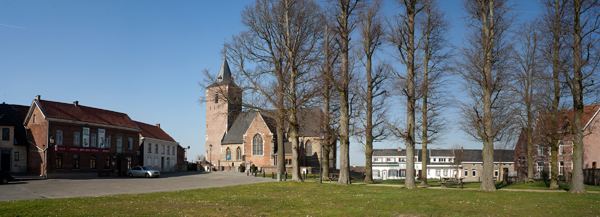
Dorpskern
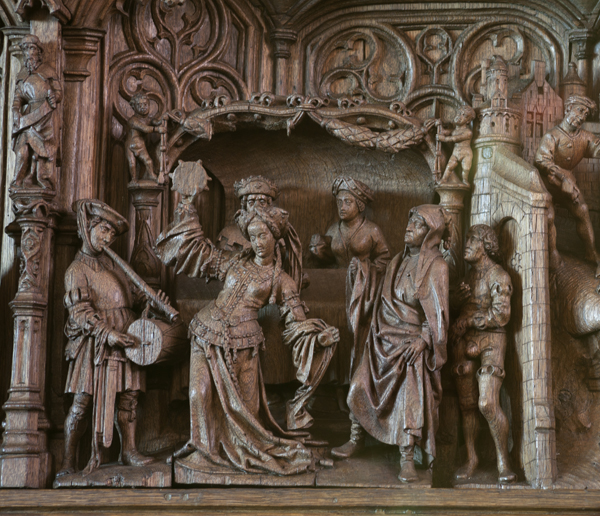
Salomés dans uit het retabel

## Nabijgelegen kernen
Sint-Martens-Lierde, Deftinge, Ophasselt, Sint-Maria-Lierde